# Zonder titel (Bernard Olsthoorn)
Langs het Abcouderpad in Amsterdam-Zuidoost (buurt Hakfort/Huigenbos) staat in de berm een titelloos artistiek kunstwerk van Bernard Olsthoorn.
De kunstenaar kwam in 1989 na opdracht van de Gaasperdammercommissie met een kaal werk, zonder versieringen. Het bestaat uit open omlijstingen en traliewerken, waar de toeschouwer doorheen kan kijken of lopen. Alles werd opgebouwd uit een wiskundige reeks, die van wijd naar smal loopt (of omgekeerd). Vanuit diverse kijkhoeken lijken de omlijstingen open dan wel gesloten. Het geheel (op de tekentafel 250 meter) paste volgens constructivist Olsthoorn in deze plastische omgeving.
Het stond op een verlaten plekje waar het Abcouderpad onder de Gaasperdammerweg door dook; een plek vol donkere onderdoorgangen. De kunstenaar vond voor deze plek versieringen overbodig. De kunstenaar kreeg in de periode van de bouw van de Gaasperdammertunnel (2014-2020) nog meer “zijn zin” want het Abcouderpad werd toen afgesloten. Het ensemble werd een stukje naar het noorden verplaatst om buiten het werkterrein te staan. Tijdens de afbouw van de tunnel werd het voet- en fietspad weer opgesteld. Na de opening stond het beeld in het talud van het Abcouderpad, dat sindsdien niet meer onder de Gaasperdammerweg doorgaat, maar bovenlangs. 

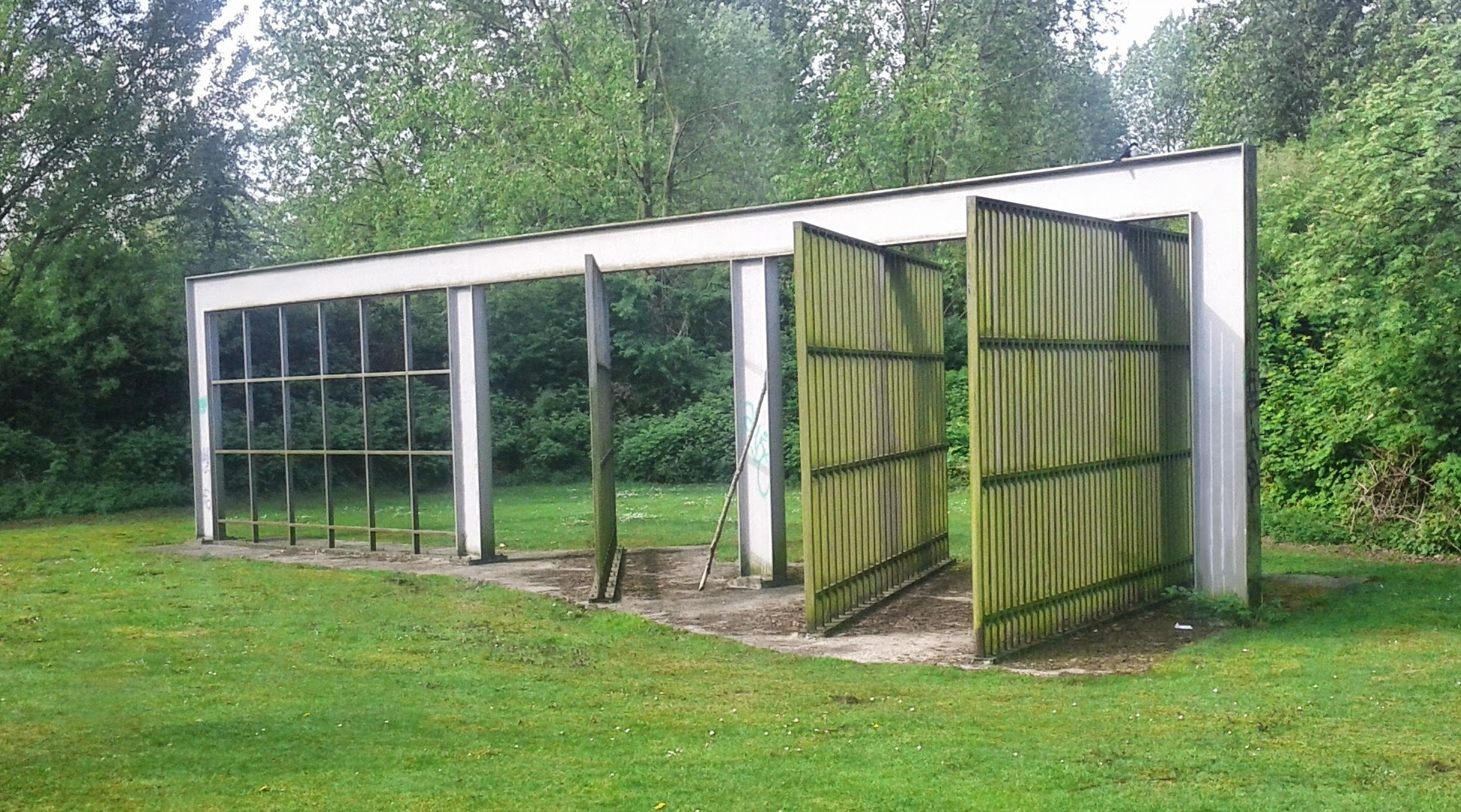
Bewerkte foto (ontdaan van graffiti) uit 2014